# Samuel Scott

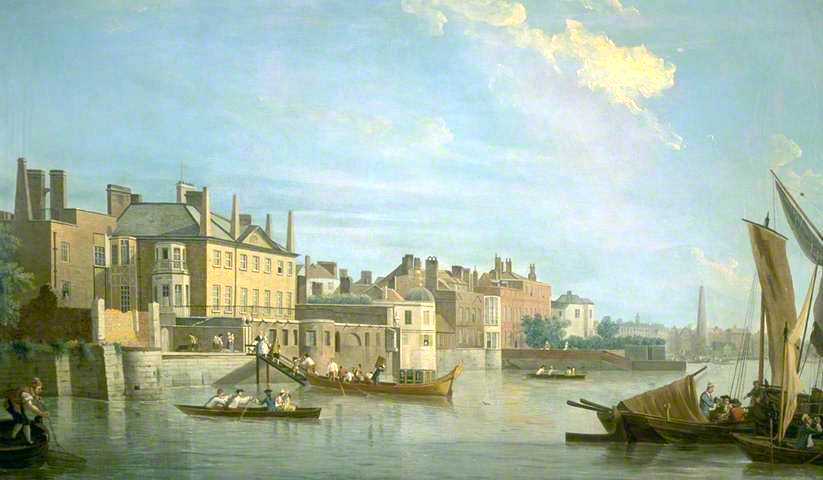
Widok na Tamizę w Londynie, 1750

Samuel Scott (ur. ok. 1702 w Londynie, zm. 12 października 1772 w Bath) – angielski malarz i akwaforcista.
Początkowo tworzył mariny pod wyraźnym wpływem Willema van de Velde. Po przyjeździe Canaletta do Londynu w 1746 r. Scott zajął się malowaniem londyńskich wedut. Rozwinął przy tym precyzyjną technikę Canaletta lepiej oddając mglistą atmosferę miasta.
Za najlepszy obraz Scotta uchodzi An Arch of Westminster Bridge obecnie w zbiorach Tate Britain. Jego uczniami byli pejzażysta William Marlow i malarz animalista Sawrey Gilpin.